# Hylaeosaurus
Hylaeosaurus, z řeckých slov υλη (hylē, česky: les) a σαυρος (sauros, česky: ještěr), je nejméně známým z trojice prehistorických zvířat, která roku 1842 použil paleontolog Richard Owen při definování nové skupiny Dinosauria (další byli Iguanodon a Megalosaurus).

## Význam
Po iguanodonovi to byl již druhý neptačí dinosaurus, kterého formálně popsal lékař a amatérský paleontolog Gideon Algernon Mantell. Celkově se jednalo o třetího vědě známého dinosaura. Ačkoliv dodnes ještě nebyl vypreparován z bloku kamene, v němž byl vyzvednut, je to nejlepší exemplář tohoto primitivního rodu obrněných dinosaurů, jaký mají paleontologové k dispozici. Jméno dinosaura Mantell nejprve zdůvodnil místem nálezu, později zase tvrdil, že má odkazovat na kdysi zalesněnou oblast Wealden v jižní Anglii, která dala název tzv. wealdenským geologickým vrstvám ze spodní křídy. Hylaeosaurus se stal prvním známým tyreoforem, tedy „obrněným“ dinosaurem v historii. Jeho fosilie byly objeveny po odstřelu skály v lomu u Tilgate Forest (Východní Sussex) v roce 1832.

## Popis

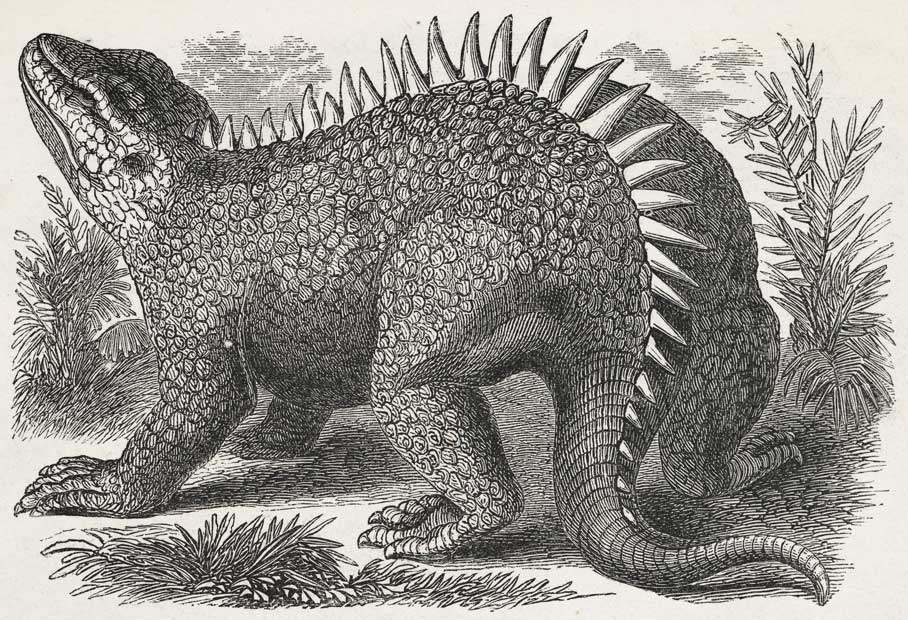
Historická rekonstrukce hyleosaura od Benjamina W. Hawkinse, rok 1871.

Hylaeosaurus žil v období geologického věku valangin až barrem ve spodní křídě. Podle Gregoryho S. Paula dosahoval délky 5 metrů a hmotnosti 2000 kg. Podobné rozměry odhaduje také paleontolog Thomas R. Holtz, Jr. Pohyboval se po všech čtyřech a tělo měl na ochranu před predátory pokryté pláty, z nichž vystupovaly ostny táhnoucí se v řadách podél těla a hřbetu. Jeho délka byla dříve odhadována až na 7,6 metru, ve skutečnosti ale byla spíše nižší.

## Zařazení
Hylaeosaurus byl vývojově primitivním zástupcem čeledi Nodosauridae. Novější výzkumy dokládají, že tento rod byl vědecky platný (validní).